# Виллегад
Виллега́д (нем. Willehad) (* около 740 года в Нортумбрии; † 21 ноября 789 года в Блексене (Blexen) на Везере (Weser) — святой католической церкви, а с 2006 года православной церкви РПЦ МП (местнопочитаемый святой Берлинской и Германской епархии). Примерно с 770 года осуществлял активную миссионерскую деятельность в Фризии и в регионах современной Нижней Саксонии. Первый епископ Бремена.

## Жизнеописание
Наиболее вероятно, что после успешного окончания церковного учебного заведения в Йорке, Виллегад прибывает в 765/770 годах с духовной миссией во Фризию. Здесь он ведёт успешную миссионерскую деятельность, в связи с чем постоянно подвергает свою жизнь смертельной опасности. Его поддерживает Карл Великий.
В 782 году восставшие саксы вынуждают Виллегада свернуть свою деятельность и отправиться в паломническое путешествие в Рим. По возвращении он примерно два года прожил в монастыре Эхтернах. И только лишь после того, как предводитель саксов Видукинд в 785 году принял крещение, Виллегад возвращается в уже знакомые районы Фризии и продолжает миссионерскую деятельность. Центром миссии он выбирает Бремен.
13 июля 787 года происходит его посвящение в епископы, а в 789 году в праздник Всех Святых сам освящает в Бремене вновь отстроенный из дерева собор.
Святой Виллегад не дожил до 805 года, когда был утверждён Бременский диоцез. Но его деятельность на благо христианской церкви и благочестие остались в памяти благодарных потомков. В 860 году архиепископ Ансгар положил мощи святого в соборе Бремена. И к ним паломничали верующие не только близлежащих городов, но и жители Хильдесхайма, Оснабрюка, Мюнстера.
Житие святого было написано в монастыре Эхтернах.
В годы Реформации мощи святителя Виллегада были утеряны.
Иконография изображает святого в епископских одеяниях, с макетом церкви в руках, разрушающим идолов.